# 安藤輝三
安藤 輝三（あんどう てるぞう、1905年（明治38年）2月25日 - 1936年（昭和11年）7月12日）は、日本の陸軍軍人。最終階級は歩兵大尉。
二・二六事件に関与した皇道派の人物で、軍法会議で首謀者の一人とされ死刑となる。

## 生涯
1905年（明治38年）2月25日、岐阜県揖斐郡揖斐町が本籍、父・栄次郎が石川県立金沢第二中学校の英語教師を在職中（1903年4月 - 1907年8月）に金沢市で三男として生まれる。父はその後慶応普通部の英語教師となる。輝三は宇都宮中学校、仙台陸軍幼年学校、陸士予科を経て、1926年（大正15年）7月に陸軍士官学校38期を207番/340名で卒業する。同期に二・二六事件の首魁のひとり磯部浅一（元近衛歩兵第4聯隊附、元一等主計）がいた。当時の陸軍士官学校長は二・二六事件の黒幕とされる真崎甚三郎中将（9期）であった。
安藤見習士官の指導担当が秩父宮雍仁親王歩兵中尉（34期）であり、その後の親交が始まっている。
1926年（大正15年）10月25日、任歩兵少尉、補歩兵第3聯隊附。
1929年（昭和4年）10月25日、任歩兵中尉。中尉の頃は、第3大隊第11中隊附。1930年（昭和5年）8月から1931年（昭和6年）6月まで陸軍戸山学校で甲種学生として学んだ。
1934年（昭和9年）8月1日、任 歩兵大尉。補 第3大隊（大隊長野津敏少佐）副官
1935年（昭和10年）1月17日、補 第2大隊（大隊長伊集院兼信少佐）第6中隊長
中隊長となるにあたっては、部下、同僚からの信望が厚い一方で過激な青年将校たちと関係する安藤を危惧する聯隊長井出宣時歩兵大佐（21期）に対して「誓って直接行動は致しませぬ」との証文を提出した。秩父宮からの口添えもあった。
秩父宮は「安藤、第6中隊の伝統を守ってくれよ」と激励した。第6中隊は、秩父宮が中隊長を務めた由緒ある「殿下中隊」であった。元聯隊長である永田鉄山軍務局長（16期）は「ほう、第6中隊長か。早いものだな。お前もとうとう中隊長か。歩三を立派な連隊にしてくれ、頼んだぞ」と喜んだ。
安藤は歩兵第3連隊(歩3)の下士官と将校の教育を計画し、相談に乗った青木常盤が永田に申し入れると、永田は快諾して7,000円の予算をさき、「安藤ならば大丈夫だ。教育構想、講師の人選、運営などは一切安藤に任せて、決して干渉はするな」と言った。統制派の筆頭だった永田からも信頼される安藤の人柄が伺われる。

### 二・二六事件〜鈴木貫太郎襲撃〜
事件3年前の1933年（昭和8年）に、安藤は日本青年協会の富永半次郎や青木常磐と共に鈴木貫太郎邸を訪問し、時局について話を聞いた事があり面識があった。
鈴木は安藤に親しく歴史観や国家観を説き諭し、安藤は大きな感銘を受けた。面会後、安藤は鈴木について「噂を聞いているのと実際に会ってみるのでは全く違った。あの人（鈴木）は西郷隆盛のような人で懐の深い大人物だ」と語っている。後に鈴木は座右の銘にしたいという安藤の要望に応えて書を送っている。事件に際して安藤は鈴木を一時的に監禁することで済ませることはできないかと考えていた。
決起に対しては慎重な態度を取り続け、あくまで合法的闘争の道を主張したため、磯部らは一時安藤抜きでの計画を検討した。しかし、安藤は最終的に成功の見込みが薄いとは知りながらも、同志を見殺しにすることをよしとせず、直前の23日になって参加を決断した。だが反乱に巻き込まれた部下達は、後に忌避され前線に送られ死ぬ者が多かった。
決断後は積極的に同志を集め、叛軍中最大勢力である歩3を統率して見せた。歩3からは全反乱部隊の総兵力の60％が参加した。
午前5時頃に鈴木貫太郎を襲撃した。はじめ安藤の姿はなく、下士官が兵士たちに発砲を命じた。鈴木は三発を左脚付根、左胸、左頭部に被弾し倒れ伏した。血の海の中となった八畳間に安藤が入ると、「中隊長殿、とどめを」と下士官の一人が促した。安藤が軍刀を抜くと、部屋の隅で兵士に押さえ込まれていた鈴木の妻・たかが「お待ち下さい!」と大声で叫び、「老人ですからとどめはお止め下さい。どうしても必要というなら私が致します」と気丈に言い放った。
安藤はうなずいて軍刀を収めると、「鈴木侍従長閣下に敬礼する。気をつけ、捧げ銃」と号令し、たかの前に進み出て「誠にお気の毒なことを致しました。我々は閣下に対しては何の恨みもありませんが、国家改造のためにやむを得ずこうした行動をとったのであります」と静かに語った。
たかの「あなたはどなたです」の問いに官職も何も付けず「安藤輝三」とのみ答えたと伝えられる。この後、女中にも自分は後で自決をする意思を伝え、兵士を引き連れて官邸を引き上げた。
鈴木は安藤処刑後に「首魁のような立場にいたから、止むを得ずああいうことになってしまったのだろうが、思想という点では実に純真な、惜しい若者を死なせてしまったと思う」と記者に対して述べている。また「安藤がとどめをあえて刺さなかったから自分は生きることができた。彼は私の命の恩人だ」とも語っている。

### 事件後
決起には消極的だったものの、ひとたび起った後には誰よりも強い意志を貫いた。山下奉文に唆され、一同が自決を考えた際も徹底抗戦を訴えてそれを退け、敗色が濃厚となる中、山王ホテルを拠点に最後まで頑強な抵抗を続けた。投降を決断した磯部の説得にも「僕は僕自身の意志を貫徹する」として応じなかった。
大勢が決したことを悟ると、一同の前でピストル自殺を試みる。磯部は慌てて羽交い絞めにして押し止めたが、彼の決意は翻らなかった。
説得に訪れた直属上官の第2大隊長伊集院兼信少佐は「安藤が死ぬなら俺も自決する」と号泣し、部下たちもこぞって「中隊長殿が自決なさるなら、中隊全員お供を致しましょう」と涙ながらに訴えた。安藤は宿願だった農村の救済が出来ないことを悔やみつつ、部下たちには自分の死後も、その目標を果たすよう遺言した。
磯部はこの光景に感涙しつつも、「部下にこんなに慕われている人間が死んではならない」と必死に説いた。その間にも上層部は何とか安藤と兵たちを引き離そうと計るが、第6中隊の結束は固く、全員が靖国神社で死ぬ覚悟であった。
しかし安藤は兵を投降させることを決断し、「最後の訓示」を与えた後、皆で「吾等の六中隊」の歌を合唱するよう命じた。曲が終わった瞬間、安藤はピストルを喉元に発射して昏倒したが、陸軍病院における手術の末一命を取り留めた。

### 刑死
事件から3日後の2月29日付で正七位返上を命じられ、大礼記念章（昭和）を褫奪された。軍法会議で叛乱罪が申し渡され1936年（昭和11年）7月12日、死刑執行。満31歳没。家族から受け取った松陰神社のお守りを身に帯びていた。

## 録音盤
二・二六事件発生前に『北一輝とされる人物』と安藤との会話を盗聴した録音盤（レコード）が、戒厳司令部に残されていた。その記録では、北とされる人物から電話をかけて、「マル（金）はいらんかね」（活動資金は十分か）と言い、安藤は「まだ大丈夫です」と返答している。
しかし、北の逮捕後の証言などから、電話をかけたのは北ではなく、安藤に対し、カマをかけようとした憲兵ではないかと言われていたが、後に、作家・中田整一の調査によって、この通話は、何者かが北の名を騙（かた）って、安藤にかけたものであることが検証されている。詳細は中田整一『盗聴 二・二六事件』ISBN 4163688609参照。

## 人物
下士官たちは「安藤大尉は、服はいつもよれよれで、決して威張ることのない優しい人でした」（『盗聴　二・二六事件』中田整一）と安藤を回想している。一方家庭では物静かで「輝三さんは話をしますか」といった挨拶が親戚内で交わされるほどであったという。家族には計画のことは一切知らせず、妻は満洲にいる兄や親戚からの問い合わせで初めて事件のことを知ったほどだった。

## 伝記
- 芦沢紀之『暁の戒厳令 : 安藤大尉とその死』芙蓉書房、1975年。
- 奥田鉱一郎『二・二六の礎　安藤輝三』芙蓉書房、1985年。

## 演じた俳優
映画
- 細川俊夫（『叛乱』、1954年）
- 宇津井健（『重臣と青年将校 陸海軍流血史』、1958年）
- 鶴田浩二（『銃殺』、1964年）役名は安東大尉
- 岡田英次（『宴』、1967年）
- 森源太郎（『日本暗殺秘録』、1969年）
- 三浦友和（『226』、1989年）
- 佐藤学（『スパイ・ゾルゲ』、2003年）

ドラマ
- 明石勤（『熱い嵐』、1979年）
- 志垣太郎（『ニュードキュメンタリードラマ昭和 松本清張事件にせまる』、1984年）
- 西郷輝彦（『そして戦争が終った』、1985年）